# Lago Ničatka
Il lago Ničatka (in russo Ничатка?) è un lago della Russia, situato nel Kalarskij rajon del Territorio della Transbajkalia.
Si trova ad un'altitudine di 554 m sul livello del mare, sul versante settentrionale dei monti Kodar. Misura 27 km di lunghezza e fino a 3 km di larghezza. La sua superficie è di 40,5 km²; la profondità massima è 117 m. Emissario il fiume Sen', affluente della Čara.